# 蒋政文
蒋政文，中国互联网企业家，以创办“褚橙”和“卷福”等营销企业知名。

## 生平
生于上海，祖籍浙江宁波。早年热衷文学，是作家王小波的粉丝，坚持“文学是低碳经济”。曾在西祠胡同上发文。曾在上海参与《外滩画报》的创办，做编辑三年，负责文化版和封面报导。2010年，步入中华人民共和国互联网商业，是“本来生活网”的主要创办人之一，要做成中国“最成功的生鲜电商网”。负责“本来生活网”市场部、运营部的运作。2013年在“本来生活网”上操盘褚橙营销，大获成功后，转入卖大闸蟹和小龙虾，因此成名。
后任“乐视网”、乐事农业集团副总裁。2013年，创办互联网食品品牌“卷福”，即估值逾千万美元。2015年12月22日，创造了网上筹资24小时内逾200万元的记录。

## 网络名言
- 最好的营销是“调情”。
- 文学是低碳经济[1]。
- 像卖可口可乐一样卖褚橙[4]。

## 荣誉
- 2013年，获得中国首届电商营销金麦奖金奖[2]。

## 代表著作
- 《复盘褚橙营销秘笈》